# Echinocrepis rostrata
Echinocrepis rostrata är en sjöborreart som beskrevs av Mironov 1973. Echinocrepis rostrata ingår i släktet Echinocrepis och familjen Pourtalesiidae. Inga underarter finns listade i Catalogue of Life.